# Johann Jakob Tobler (politicus)
Johann Jakob Tobler (Lutzenberg, 31 januari 1854 - Herisau, 24 oktober 1936) was een Zwitsers politicus voor de Vrijzinnig-Democratische Partij (FDP/PRD).

## Biografie
Na het overlijden van zijn vader in 1862 diende Tobler zijn kost te verdienen door aan de slag te gaan in textielfabrieken. Na zijn studies in onder meer Konstanz en Wald werd hij griffier bij de onderzoeksrechter van het kanton Appenzell Ausserrhoden, wat hij was van 1876 tot 1883. Vervolgens was hij griffier bij de districtsrechtbank en de strafrechtbank van 1883 tot 1893. Van 1893 tot 1910 was hij kantonnaal kanselier. Nadien werd hij lid van de Regeringsraad van Appenzell Ausserrhoden, de kantonnale regering. Hij was lid van 1910 tot 1918 en was tussen 1913 en 1918 de Landammann (regeringsleider).